# Championnat d'Afrique des nations masculin de handball 1979
Navigation
Algérie 1976 Tunisie 1981
La 3e édition du Championnat d'Afrique des nations masculin de handball, également appelé Coupe Marien Ngouabi, a eu lieu à Brazzaville (République populaire du Congo) du 20 au 31 juillet 1979. Le tournoi réunit les meilleures équipes nationales masculines de handball en Afrique et a lieu en même temps que le tournoi féminin.
La compétition est remportée par la Tunisie pour la 3e fois consécutive. Elle est ainsi qualifiée pour les Jeux olympiques de Moscou, mais c'est l'Algérie, 3e, qui participera finalement au tournoi olympique après le boycott de la Tunisie et de l’Égypte, 2e.

## Qualifications
Lors de la phase éliminatoire de la compétition, un des tournois de qualification a été disputé à Yaoundé et a été remporté par le Cameroun devant la République centrafricaine, l'Angola et le Gabon. À noter que l'Angola aurait malgré tout été qualifié, disputant un match de poule contre l'Algérie, mais elle n’apparaît pas dans le classement final de la Confédération africaine de handball.
En dehors du pays hôte, le Congo, les modalités de qualification des autres équipes ne sont pas connues.

## Résultats

### Phase de groupe
Dans le groupe A, les résultats de l'Algérie sont :
- Algérie  43 - 15  Angola[réf. à confirmer]
- Algérie  31 - 24  Cameroun
- Algérie  29 - 22  Togo
- Algérie  ?? - ??  Égypte

Le groupe B aurait opposé la Tunisie, le Congo, la Côte d'Ivoire et le Nigeria, Madagascar ayant déclaré forfait. Les résultats sont inconnus.

### Tour final
|  | Demi-finales    | Demi-finales    |                        |    | Finale          | Finale          |
|  | Demi-finales    | Demi-finales    |                        |    | Finale          | Finale          |
|  |                 |                 |                        |    |                 |                 |
|  | 29 juillet 1979 | 29 juillet 1979 |                        |    | 31 juillet 1979 | 31 juillet 1979 |
|  | 29 juillet 1979 | 29 juillet 1979 |                        |    | 31 juillet 1979 | 31 juillet 1979 |
|  | Égypte          | ??              |                        |    | 31 juillet 1979 | 31 juillet 1979 |
|  | Égypte          | ??              |                        |    | 31 juillet 1979 | 31 juillet 1979 |
|  | RP Congo        | ??              |                        |    | 31 juillet 1979 | 31 juillet 1979 |
|  | RP Congo        | ??              | Égypte                 | 15 |                 |                 |
|  | 29 juillet 1979 |                 | Égypte                 | 15 |                 |                 |
|  |                 | Tunisie         | 21                     |    |                 |                 |
|  | Tunisie         | Tunisie         | 21                     | 23 |                 |                 |
|  | Tunisie         |                 |                        | 23 |                 |                 |
|  | Algérie         | 18              |                        |    |                 |                 |
|  | Algérie         | 18              | Match pour la 3e place |    |                 |                 |
|  |                 |                 |                        |    |                 |                 |
|  | 30 juillet 1979 |                 |                        |    |                 |                 |
|  |                 |                 |                        |    |                 |                 |
|  | RP Congo        | 24              |                        |    |                 |                 |
|  | RP Congo        | 24              |                        |    |                 |                 |
|  | Algérie         | 26              |                        |    |                 |                 |
|  | Algérie         | 26              |                        |    |                 |                 |

## Classement final
Le classement final est :
| Classement                  | Pays          |
| --------------------------- | ------------- |
| Médaille d'or, Afrique      | Tunisie       |
| Médaille d'argent, Afrique  | Égypte        |
| Médaille de bronze, Afrique | Algérie       |
| 4                           | RP Congo      |
| 5                           | Cameroun      |
| 6                           | Togo          |
| 7                           | Côte d'Ivoire |
| 8                           | Nigeria       |

Remarque : l'Angola aurait disputé un match de poule contre l'Algérie mais n'apparait pas dans le classement final de la Confédération africaine de handball.

## Statistiques et récompenses
Le Tunisien Samir Abbassi termine meilleur buteur et est désigné meilleur joueur de la compétition.

## Effectifs
L'effectif de la Tunisie, championne d'Afrique était,, : 
- Habib Yagouta (GB)
- Moncef Besbes (en) (GB)
- Slah Degache (en)
- M. Bel Hassen
- Jamel Bel Hassen
- Lotfi Echahed ou Chahed
- Khaled Achour (en)
- Raouf Chabchoub
- Zouhaier Amara
- Jamel Naoui
- Med Lassoued
- Ahmed Mechmeche
- Gholsem
- Rachid El Hafsi
- Samir Abbassi
- Attia

Entraîneurs : 
- Hachemi Razgallah
- A. Sfar

L'effectif de l'Algérie, troisième, était :
- Fayçal Hachemi
- Khiati
- Ahmed Farfar
- Azzeddine Bouzerar
- Farouk Bouzerar
- Kamel Hebri
- Mohamed Abdi
- Ali Akacha
- Lounès Amara
- Mounir Bensemra
- Boutaleb
- Mustapha Doballah
- Abdelkrim Hamiche
- Ahcene Djeffal
- Abdelatif Bergheul
- Mouloud Mokhnache

Entraîneurs
- Ignacy Pazur
- Farouk Benbelkacem